# Culeolus pinguis
Culeolus pinguis is een zakpijpensoort uit de familie van de Pyuridae. De wetenschappelijke naam van de soort werd in 1982 voor het eerst geldig gepubliceerd door het echtpaar Claude en Françoise Monniot.